# Muzeum Kultury Azerskiej w Tbilisi

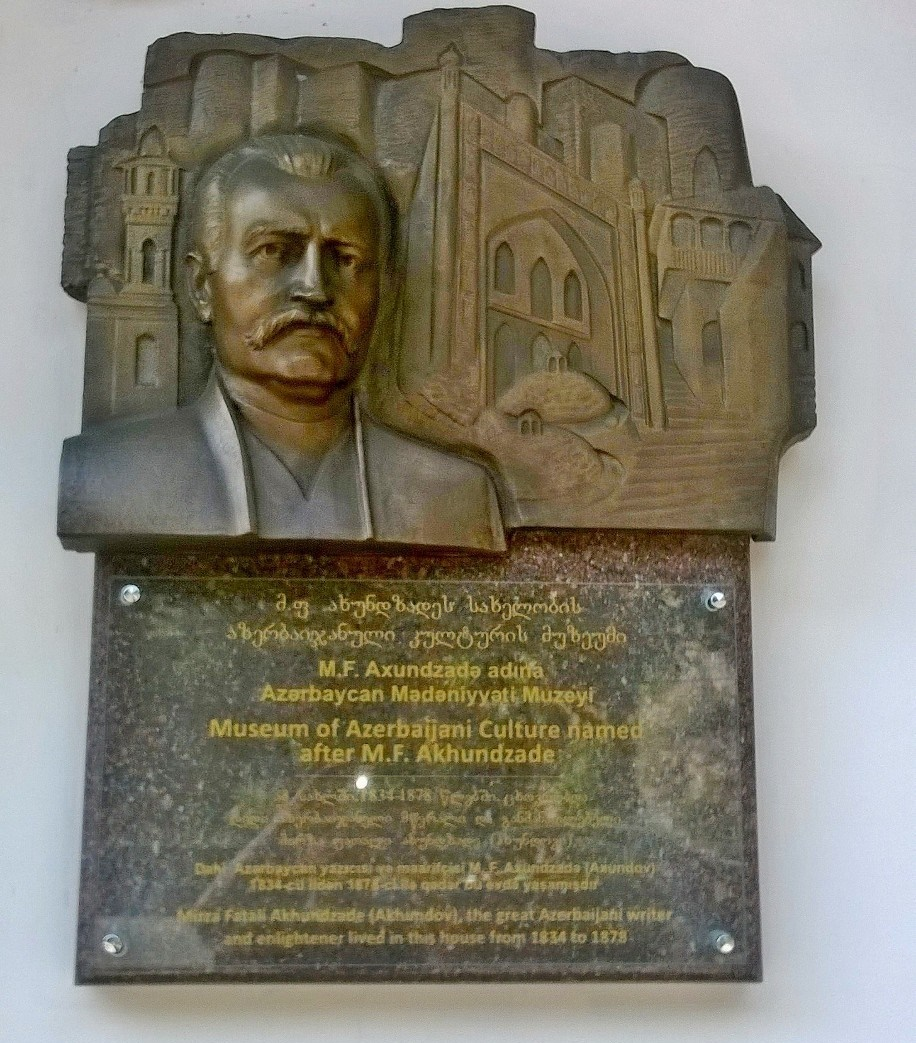
Tablica pamiątkowa na domu pisarza, informująca, że mieszkał w nim w latach 1834–1878

Muzeum Kultury Azerskiej im. Mirzə Fətəli Axundova (gruz. მირზა ფათალი ახუნდოვის სახელობის აზერბაიჯანული კულტურის მუზეუმი, azer. Mirzə Fətəli Axundzadə adına Azərbaycan Mədəniyyəti Muzeyi) – muzeum poświęcone postaci azerskiego pisarza Mirzə Fətəli Axundova, kulturze Azerbejdżanu i przyjaźni gruzińsko-azerskiej. Znajduje się w dawnym domu pisarza przy ulicy Gorgasali 17 w Tbilisi.

## Historia
Muzeum pisarza w dawnym domu Axundova funkcjonuje od 1982. W 2012 w związku z dwusetną rocznicą urodzin pisarza placówka została poddana gruntownej renowacji. Oficjalne otwarcie odnowionego i rozbudowanego muzeum odbyło się 8 maja 2013.
Muzeum jest częścią kompleksu „Akhundov House” (Dom Axundova), obejmującego galerię sztuki współczesnej „Akhundov House”, kawiarnię literacką „Monsieur Jordan”, bibliotekę i piwnicę z winami.

## Kolekcja
Wystawa podzielona jest na sześć sal. Sala I poświęcona jest kulturze Azerbejdżanu od czasów prehistorycznych po XX wiek oraz wybitnym azerskim artystom i kompozytorom. W sali II przedstawione są fotografie członków rodziny Axundova oraz model domu typowego dla prowincji, gdzie się urodził. Sala III to zrekonstruowany salon pisarza. Sala IV poświęcona jest azerskiej muzyce. Sala V to zrekonstruowany gabinet pisarza. Prezentowane tu jest jego biurko, biblioteczka, lampa i zegar. Sala VI dotyczy przyjaźni między Gruzją a Azerbejdżanem.